# Resident Evil Village
Resident Evil Village (estilizado como VII.I.AGE RESIDENT EVIL, también conocido como Resident Evil 8, conocido en Japón como Biohazard Village (バイオハザード ヴィレッジ Baiohazādo Virejji?) es un videojuego de terror y supervivencia de disparos en primera persona desarrollado y publicado por Capcom. Es la secuela de Resident Evil 7: Biohazard (2017) y el décimo juego principal de la serie Resident Evil. Los jugadores controlan a Ethan Winters, que busca a su hija secuestrada en un pueblo lleno de criaturas mutantes. Village mantiene elementos de terror de supervivencia de juegos anteriores, con jugadores recogiendo entornos para objetos y gestionando recursos, al tiempo que agrega un juego más orientado a la acción, con mayores recuentos de enemigos y un mayor énfasis en el combate.
Resident Evil Village se anunció en el evento de revelación de PlayStation 5 en junio de 2020 y se lanzó el 7 de mayo de 2021, para PlayStation 4, PlayStation 5, Stadia, Windows, Xbox One y Xbox Series X/S, seguido de una versión macOS y una versión en la nube para Nintendo Switch en octubre de 2022, y una versión PlayStation VR2 el 22 de febrero de 2023. El 30 de octubre de 2023 se lanzó una versión iOS.
Resident Evil Village recibió críticas generalmente positivas, con elogios por su jugabilidad, ambientación y variedad, pero críticas por sus puzles, combates contra jefes y problemas de rendimiento en la versión para Windows. El mayor enfoque en la acción dividió las opiniones. El juego ganó premios de fin de año, incluyendo el de Juego del Año en los Golden Joystick Awards. El juego había vendido 10,5 millones de unidades hasta noviembre de 2024. Una secuela, Resident Evil Requiem, está programada para ser lanzada el 27 de febrero de 2026.

## Jugabilidad
Al igual que Resident Evil 7, Resident Evil Village utiliza una perspectiva en primera persona. Se encuentra en un pueblo rumano explorable. El sistema de gestión de inventario es similar al del galardonado Resident Evil 4, con un maletín. Los jugadores pueden comprar armas y artículos de un comerciante, llamado Duke (en español Duque). Los jugadores también pueden cazar ciertos animales en el pueblo y hacer que el Duque los cocine en platos, comer guarniciones le permite al jugador obtener ventajas como disminuir el daño recibido mientras bloquea. Los jugadores pueden guardar manualmente el progreso del videojuego localizando y usando máquinas de escribir, que reemplazan a las grabadoras que se ven en el videojuego anterior.
Resident Evil Village incluye un videojuego multijugador en línea para seis jugadores.
Una de las características principales del videojuego es el regreso del modo Mercenarios, visto por última vez en Resident Evil 6. Al igual que en entregas anteriores de Resident Evil, es un modo de videojuego estilo arcade.

## Historia

### Resumen
Resident Evil Village se desarrolla cuatro años después de los eventos de Resident Evil 7. Ethan Winters regresa como protagonista. Ethan ha estado viviendo con su esposa Mia y su hija recién nacida Rose. Gracias al agente de la BSAA Chris Redfield, Mia fue perdonada por su pasado terrorista en Las Conexiones, con la condición de que ella y su familia estarían permanentemente vigilados. Cuando Chris Redfield y sus hombres aparecen repentinamente, asesinan a Mia a sangre fría, y secuestran a Ethan y a la pequeña Rose. Ambos terminan en un misterioso pueblo europeo ubicado en Rumanía, dada la moneda utilizada y los nombres de los personajes. Ethan tiene que atravesar la aldea para rescatar a Rose. La aldea está gobernada por cuatro señores mutantes diferentes, cada uno de los cuales controla sus propias fuerzas desde las fortalezas dentro de la aldea. Lady Alcina Dimitrescu, una aristócrata extremadamente alta parecida a un vampiro, reside con sus tres hijas en el Castillo Dimitrescu. Karl Heisenberg, que puede manipular campos magnéticos, lidera un grupo de criaturas de una fábrica contemporánea parecidas a hombres lobo llamadas «licántropos». El grotesco Salvatore Moreau opera desde un embalse en las proximidades del pueblo y se describe como un «tritón». Donna Beneviento, que induce alucinaciones, gobierna desde su mansión, Casa Beneviento, y controla una marioneta llamada Angie. Todas las casas responden a una figura líder suprema llamada Madre Miranda, la gobernante de la aldea que es una «presencia adorada por los aldeanos».

### Argumento

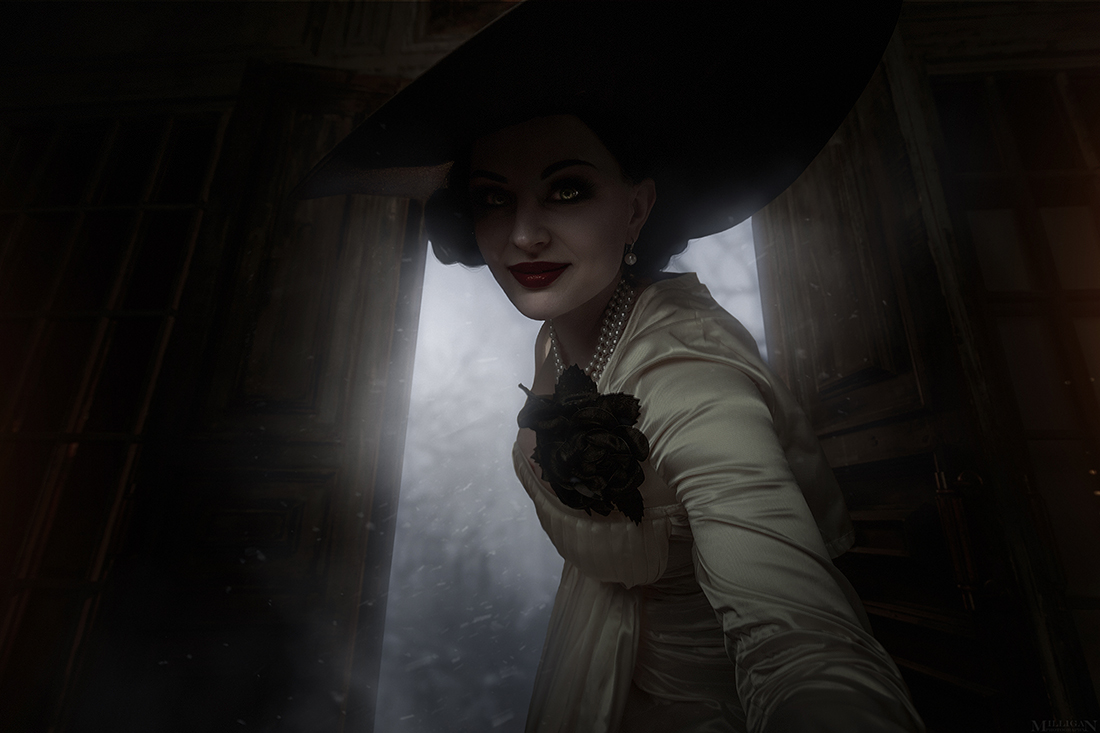
Imagen de Alcina Dimitrescu

Año 2021, cuatro años después los eventos de Resident Evil 7, Ethan Winters logra reunirse con su esposa Mia, quien tuvo un pasado ligado al bioterrorismo como una agente especial de la empresa bioterrorista sucesora de Umbrella, llamada Las Conexiones. Después de los eventos en Dulvey, Ethan y Mia se mudaron a Europa para comenzar una nueva vida y criar a su hija recién nacida Rose. Mia fue perdonada por su pasado terrorista en Las Conexiones gracias al agente veterano de la BSAA Chris Redfield. Una noche, cuando Mía y Ethan estaban a punto de cenar, un equipo de soldados asaltan su casa, y el hombre que lidera el asalto es nada menos que el mismo Chris. Chris asesina a Mia y con sus hombres secuestran a Ethan y a Rosemary. Ethan pierde el conocimiento y luego se despierta junto a un camión de transporte accidentado, con sus guardias muertos, pero su hija no estaba por ningún lado. Ethan llega a una aldea cercana que está siendo atacada por criaturas mutantes parecidas a hombres lobo, conocidas como licántropos. Al escapar de una masacre, Ethan es capturado por la deidad del pueblo, la Madre Miranda, y sus cuatro jerarcas: Alcina Dimitrescu, Donna Beneviento, Salvatore Moreau y Karl Heisenberg.
La Madre Miranda le entrega a Ethan a Heisenberg para que escoja que hacer con él, pero Dimitrescu no está de acuerdo con dicha decisión y afirma que debería ser ella quien decida el destino de Ethan, pero Miranda reitera su decisión. Ethan es puesto a prueba por Heisenberg siendo perseguido por los Licántropos y Ethan casi muere triturado pero milagrosamente sobrevive. 
Ethan escapa de Heisenberg y al salir conoce al Duque, el comerciante de armas de la aldea. Ethan entra en el castillo de Dimitrescu creyendo que Rose podría estar ahí, pero es capturado nuevamente, esta vez por las tres hijas de Dimitrescu: Daniela, Bela y Cassandra (Quienes al igual que su madre tienen habilidades de vampirismo). Las tres hijas llevan a Ethan ante Dimitrescu, quien se sorprende al saber que escapó de Heisenberg, pero Dimitrescu ve esto como su oportunidad para matar a Ethan. Dimitrescu y sus hijas cuelgan a Ethan para matarlo más tarde, Pero Ethan logra escapar y con la ayuda del Duque, consigue asesinar a las tres hijas exponiendolas al frío. Dimitrescu furiosa por la muerte de sus hijas, decide acabar con Ethan ella misma, pero Ethan con una misteriosa daga apuñala a Dimitrescu, pero esto solo ocasiona que ella mute y revele su verdadera forma, en la que se transforma en un monstruo parecido a una quimera. Ethan por fin logra derrotarla pero solo descubre un frasco que contiene la cabeza de Rose. El Duque le explica que Madre Miranda hizo separar a Rose en cuatro frascos diferentes para un ritual especial, aunque es posible revivir a Rose si Ethan logra recuperar los otros frascos que están bajo posesión de los jerarcas restantes: Beneviento, Moreau y Heisenberg. 
Decidido a salvar a Rose, Ethan primero va en busca del frasco que tiene Beneviento, quién está oculta en una casa a las afueras de la aldea, Ethan logra llegar a dicha casa y llega a una habitación repleta de Muñecos, pero de la nada aparecen Donna y su muñeca Angie, Donna le dice a Ethan que no puede permitir que se vaya y Angie se sorprende al ver a Ethan aún con vida y en ese momento, los muñecos de la habitación cobran vida y Angie le dice a Ethan que tiene que encontrarla antes de que los muñecos lo maten a él. Ethan logra encontrar a Angie 3 veces y la apuñala en la cabeza con unas tijeras, pero en ese momento Ethan descubre que todo este tiempo estuvo apuñalando a Donna y en realidad todo se trató de una alucinación. Finalmente Ethan recupera el segundo frasco.
Ethan luego va por el tercer frasco el cual lo tiene Moreau quien está escondido en la presa de la aldea. Ethan logra recuperar con facilidad el tercer frasco, pero Moreau lo descubre y le suplica que no se vaya, pero Moreau logra distraer a Ethan para encerrarlo, sin embargo Ethan nuevamente logra escapar y se va en un bote por el río donde descubre un laboratorio oculto donde se encuentran Chris y sus hombres quienes están presentes en la aldea por razones desconocidas. Cuando uno de sus hombres menciona el nombre de Miranda, Ethan le exige que le digan que tienen que ver Chris y sus hombres con todo eso, pero Chris se niega a dar información sobre eso y le dice a Ethan que todo esto no le incumbe, pero en ese momento Moreau ahora convertido en un monstruo acuático, destruye el laboratorio e intenta matar a Ethan, pero este logra derrotarlo. 
Luego Ethan va por el último frasco, donde Heisenberg mediante un televisor, le informa a Ethan que está dispuesto a ayudarlo y le da la ubicación del último frasco en el fuerte de la aldea. Ethan recupera el último frasco y Heisenberg le pide que coloque los cuatro frascos en el altar para que Ethan vaya a la fábrica donde está Heisenberg. Ethan coloca los cuatro frascos y esto hace que un puente aparezca bajo el agua y Ethan se dirija a la fábrica. Cuando llega a ese lugar, Ethan confronta a Heisenberg y le exige saber para que necesita de su ayuda. Heisenberg le revela que él planea una rebelión contra Madre Miranda. Heisenberg hace una oferta para usar a Rose para matar a Madre Miranda, pero Ethan se niega porque no quiere usar a su propia hija como un arma y escapa. Ethan se reencuentra con Chris quien enfadado le reclama por haberse metido en sus asuntos, pero Ethan furioso lo confronta por la muerte de Mia. Chris revela que la «Mia» que mató era en realidad Madre Miranda, quien cambió de forma y se hizo pasar por ella para secuestrar a Rose, ya que Madre Miranda tiene las mismas habilidades biocinéticas que Eveline. Chris no se dio cuenta de que Madre Miranda había fingido su muerte, estrelló el camión que transportaba a Ethan, se llevó a Rose y escapó. Ethan enojado, le pregunta a Chris porque no le dijo la verdad esa noche, y Chris le dice que no lo hizo porque él sabía que Ethan vendría a frustrar sus planes contra Miranda, sin embargo Chris le promete que juntos salvarán a Rose. Mientras Chris destruye la fábrica de Heisenberg, Ethan toma el control de un tanque improvisado para luchar contra Heisenberg ahora convertido en un monstruo de metal y lo derrota. Madre Miranda llega, y le revela a Ethan que Rose es poderosa y cuando crezca, será capaz de controlar la megamiceta y a todos los que estén infectados con ella, igual que Eveline, y planea sacrificarla para que renazca como Eva, luego Madre Miranda asesina a Ethan arrancándole el corazón.
Al presenciar la muerte de Ethan, Chris lidera su escuadrón de fuerzas especiales (Escuadrón de Perros Lobos) para avanzar hacia Madre Miranda y rescatar a Rose, mientras que una fuerza de asalto de la BSAA llega para reprimir a Madre Miranda. Chris se dirige a una cueva debajo de la aldea, donde encuentra la megamiceta, la fuente del hongo que le otorgó a Madre Miranda sus poderes. Coloca una bomba en la megamiceta y se adentra más en las cuevas donde encuentra el laboratorio de Madre Miranda. Chris descubre que Madre Miranda comenzó a experimentar con el hongo hace más de un siglo, aparentemente habiendo ganado la inmortalidad en el proceso. Con la esperanza de revivir a su hija Eva, que había sucumbido a la gripe española, experimentó con los aldeanos para encontrar un anfitrión para Eva, y los sujetos fallidos dieron como resultado los cuatro jerarcas y todos los demás monstruos de la aldea. En una carta escrita por Madre Miranda, se revela que Eveline fue creada a partir de una mezcla del hongo con el ADN de su hija Eva (quien para Madre Miranda su creación fue un defecto) y finalmente encontró un anfitrión adecuado con Rose debido a sus habilidades especiales heredadas de Ethan y Mia. Chris también encuentra otra carta que revela que Madre Miranda fue la mentora de Oswell E. Spencer, el fundador de la Corporación Umbrella y utilizó sus conocimientos para llegar a desarrollar el virus T. Chris rescata a la verdadera Mia, quien todo este tiempo estuvo encarcelada en el laboratorio y también fue experimentada por Madre Miranda, y revela que Ethan no está muerto.
Ethan tiene una visión con Eveline, ella le revela que él en realidad estuvo muerto todo este tiempo. Mediante un Flashback, Eveline le cuenta que su primer encuentro con Jack Baker más de tres años atrás había resultado en su muerte, pero su exposición al hongo de Dulvey lo revivió y le permitió tener poderes regenerativos (lo que explica su habilidad de volver a pegarse una extremidad amputada), Eveline se burla de Ethan y le dice que no volverá a ver a su familia, pero Ethan le dice que salvará a Rose. Ethan revive y despierta en el carruaje del Duque y este transporta a Ethan al sitio del ritual, donde Ethan con la ayuda de Chris derrota a Madre Miranda y rescata a Rose. Pero el cuerpo de Ethan comienza a fallar, ya que sus poderes regenerativos ya no pueden seguir el ritmo de sus heridas. Le dice a Chris que escape del pueblo con Mia y Rose y comparte un último adiós con su hija. Al llegar a la megamiceta, Ethan se sacrifica, detonando la bomba, destruyendo la estructura, él mismo y la aldea. Mientras, Mia, Rose y Chris escapan en un helicóptero. Mientras Mia se lamenta por la muerte de su marido, Chris es informado por uno de sus hombres de que los soldados que envío la BSAA a la aldea eran en realidad armas biológicas. Al ver esto, Chris ordena dirigirse al cuartel europeo de la BSAA.
En una escena poscréditos a modo de Flashforward, en el año 2037, 16 años después, Rose ahora como una adolescente visita la tumba de Ethan antes de ser llamada a una misión en nombre de una organización no revelada. Mientras ella y su escolta se alejan en la distancia, se ve una figura desconocida acercándose a su vehículo.

## Desarrollo
Resident Evil Village estuvo en desarrollo durante aproximadamente tres años y medio antes de su anuncio en junio del año 2020. Capcom había pedido al equipo de Resident Evil que comenzara el desarrollo del próximo videojuego el 8 de agosto de 2016, mientras que Resident Evil 7 ya estaba casi completo. todavía faltaba medio año para el lanzamiento, según el director Morimasa Sato. Sin contar con el lanzamiento de RE7 para juzgar su éxito, el equipo mantuvo los diseños iniciales en torno a las raíces del videojuego de horror de supervivencia que había estado en Resident Evil 4 ( RE4 ) y había sido un regreso completo a la forma en RE7. Durante este período inicial, se les ocurrió el concepto de la aldea titular como el tema central del juego, inspirado en RE4, donde su aldea también era una ubicación central, así como muchas de las mecánicas de videojuego establecidas por el título. El equipo utilizó el enfoque de RE4 para crear "un equilibrio de combate, exploración y resolución de acertijos". Sato dijo que para el nuevo juego, "traemos la esencia de Resident Evil 4, mientras que Resident Evil 7 funciona como la base de las mecánicas".
RE7 fue lanzado en enero de 2017 y fue bien recibido por críticos y jugadores, por lo que el equipo decidió hacer del próximo videojuego una secuela directa de RE7, manteniendo a su protagonista Ethan Winters como personaje principal y conservando el mismo estilo de juego. Según el productor Tsuyoshi Kanda, esto también ayudó a completar la historia de Ethan que quedó abierta en el final de RE7. El equipo se había apegado a su personaje y trabajó para idear una historia para él con los otros equipos de Resident Evil dentro de Capcom.
A medida que continuaban desarrollando la aldea, Sato dijo que querían darles a los jugadores más libertad para resolver problemas y convertirla en "una película de terror que puedas jugar". Kanda dijo que al igual que con RE4, fueron capaces de incorporar una amplia variedad de diferentes temas de terror dentro de la aldea, lo que llevó a Capcom a describir la aldea como "un parque temático de terror". Además, a diferencia de los juegos anteriores de Resident Evil que generalmente han sido progresiones lineales, el equipo creó una aldea de estilo mundial más abierta, con áreas opcionales y secretas para explorar, diseñadas para recompensar al jugador por la exploración. La historia principal del videojuego se mantuvo en un orden preestablecido que el equipo sintió mejor por cómo el jugador debería experimentarlo. Sato también declaró que el clima nevado de la aldea se inspiró en el viaje del equipo a Europa para investigar el juego, donde se encontraron con una "ola de frío inusual, el paisaje estaba cubierto de nieve. Esto nos inspiró a implementar paisajes nevados en nuestro juego. Usamos la nieve no solo para la presentación visual, sino también como elementos del videojuego". Si bien es reconocido por Capcom como el octavo videojuego principal de la serie, y su logotipo estilizado para incluir el número romano para el 8 "VIII", los productores estilizaron el título para enfatizar el aspecto de "pueblo" en lugar de que el "8".En la entrevista en Famitsu, los productores Kanda y Peter Fabiano dijeron que consideraban al pueblo como un personaje y querían reflejar eso en la estilización del título para que los jugadores lo recordaran.
Según el director de arte Tomonori Takano, el equipo de desarrollo se inspiró en Resident Evil 4, ya que querían tener personajes memorables que pueblan la aldea titular en el juego. Takano dijo que los desarrolladores querían continuar con el mismo enfoque que comenzó con Resident Evil 7 en el sentido de que querían dejar de usar elementos como zombis para asustar a los jugadores, pero crearon situaciones y personajes únicos que crearían miedo de nuevas formas. Capcom había considerado poblar el castillo y la aldea del videojuego con cientos de brujas, pero le resultó difícil conceptualizarlo en un videojuego. El equipo decidió cambiar de dirección de brujas a vampiros para Lady Dimitrescu y sus hijas, aunque evitando los estereotipos de vampiros en la cultura popular.
Las otras tres Casas en las aldeas se inspiraron en otros temas de terror gótico clásico de hombres lobo, tritones y fantasmas para Heisenberg, Moreau y Beneviento, respectivamente. Karl Heisenberg se caracteriza por ser un ingeniero con un estilo de vestir extravagante inspirado en la moda masculina de la década de 1960; su base de operaciones no está cubierta de nieve a diferencia de la de los otros señores, probablemente debido a la menor altitud de su ubicación. Salvatore Moreau fue concebido como "el personaje más repulsivo de la Tierra"; su dominio se inspiró originalmente en un lago congelado que el equipo avistó durante un viaje de investigación en la Europa del Este que el equipo considera la Europa más tecnológicamente atrasada. House Beneviento promovió algunas de las ideas que el equipo había utilizado en Resident Evil 7. con Sato señalando que Donna Beneviento y su títere Angie son considerados los más aterradores de los cuatro lores por sus colegas estadounidenses, a pesar de que el equipo abordó el diseño de Angie con un impacto instantáneo en mente en lugar de ser puramente aterrador. Para la principal antagonista, la Madre Miranda, Takano declaró que los cuervos eran el motivo principal de su diseño, y señaló que eran simbólicos en la aldea del juego, además de funcionar como un tema de diseño general para el juego.
Al igual que RE7 y otros videojuegos anteriores, Village se desarrolló con el popular motor de juego RE Engine.

## Lanzamiento y promoción
Para promocionar el juego, Capcom anunció que se llevará a cabo un evento de lotería especial para regalar un rompecabezas de acrílico Resident Evil Village gratis si los usuarios de Twitter usan el hashtag #VILLAGE 予 約. Lady Dimitrescu, un personaje que ganó popularidad antes del lanzamiento del juego, aparece ampliamente en material promocional y mercadería antes del lanzamiento del juego. El 30 de abril de 2021, se lanzó en YouTube un espectáculo de títeres con los cuatro señores, y cada títere afirmó que no daban mucho miedo.
Maiden, la primera de dos demos, se lanzó exclusivamente para PlayStation 5 el 21 de enero de 2021. Para los usuarios de PS4 y PS5, se lanzó una demo de acceso anticipado Village el 15 de abril de 2021. Permitió a los jugadores 30 minutos para explorar el pueblo y solo se podía jugar una vez y vivir durante 8 horas. La demo de Castle fue lanzada para usuarios de acceso anticipado de PlayStation el 24 de abril de 2021. Permitió a los jugadores explorar el castillo durante 30 minutos, también se pudo jugar una vez y en vivo durante 8 horas. Una demostración multiplataforma lanzada el 1 de mayo de 2021 para todas las plataformas. Permite a los jugadores explorar tanto el pueblo como el castillo durante 60 minutos y estará activo durante un período de 7 días.
AMD informó que la versión para PC contará con trazado de rayos y AMD Fidelity FX.
En Japón, el videojuego se lanzará en dos versiones para cumplir con las regulaciones locales, una versión CERO Z que está legalmente restringida a mayores de 18 años, y una versión CERO D con menos violencia que está disponible para mayores de 17 años sin requisitos legales. restricciones. Ambas versiones contendrán menos violencia que los lanzamientos internacionales.
El 11 de mayo de 2021, Capcom lanzó un video que mostraba un detrás de escena en su canal de YouTube sobre cómo trabajar en el tema principal del juego, "Village of Shadows" (En español Villa de Sombras).

## Contenido descargable
En el E3 2021, Capcom anunció que el contenido contenido descargable para el juego estaba en desarrollo. En el Capcom Showcase en junio de 2022, se reveló la expansión de invierno. Incluye una expansión de la historia titulada Shadows Of Rose, con Rosary Winters como protagonista jugable, junto con un modo de camara en tercera persona para la historia principal, y dos nuevos escenarios y Chris Redfield, Lady Dimitrescu y Karl Heisenberg como personajes jugables adicionales para el modo Mercenarios. La expansión se lanzó para las versiones de PlayStation 4, PlayStation 5, Windows, Xbox One y Xbox Series X/S el 28 de octubre de 2022, para la versión en la nube de Nintendo Switch el 2 de diciembre de 2022, y la versión macOS el 13 de enero de 2023.

## Recepción
Resident Evil Village recibió críticas "generalmente favorables" del público, La crítica especializada alabo especialmente la versión de Xbox Series X calificándola de muy superior con respecto a otras consolas, destacando su fluidez y mejor manejo en comparación a la PS5. Las reseñas en Steam de este juego son extremadamente positivas.

## Controversia
Poco después del estreno, el director de cine Richard Raaphorst acusó a Capcom de plagio, citando estrechas similitudes entre una criatura que apareció en su película Frankenstein's Army y la criatura Sturm de Resident Evil Village.